# 孟永玉
孟 永玉（メン・ヨンオク、朝鮮語: 맹영옥、1892年2月1日 - 没年不詳）は、日本統治時代の朝鮮の実業家。日本名は松原一盛。
京城府出身であり、鉱業を商っていた。

## 生涯
1913年6月から1916年10月まで朝鮮総督府臨時土地調査局で技手、総督府鉱山課を経て、退職後に平安北道昌城郡で完豊金鉱を起業し、経営した。
1937年3月10日、完豊金鉱を中外錦園に140万ウォンで売却し、このなかで1万ウォンを国防献金として献納した。同年7月30日、高射機関銃1台購入費10,000ウォンを日本軍関連機関に献納した。同年11月22日に江原道金化郡近東面と遠南面所在の金鉱、銀鉱、油化鉄鉱90万坪に対する鉱業権を設定し、1937年12月6日には防空模型の製作費として1万ウォンを寄付した。
1938年8月6日に朝鮮総督府に防空模型20点を寄付したほか、1939年11月、朝鮮柔道連合会参事を務めた。
1939年12月、朝鮮総督府に防空模型20点を寄付した功労が認められ、日本政府から紺綬褒章を受けた。没年は不明である。
民族問題研究所の親日人名辞典収録者名簿の経済部門に収録された。

## 参考資料
- 民族問題研究所（2009） 〈孟永玉〉《親日人名辞典1(ㄱ~ㅂ》ソウル 778ページ。

| サブスタブ | この項目は、まだ閲覧者の調べものの参照としては役立たない、書きかけの項目です。この項目を加筆・訂正などしてくださる協力者を求めています。このテンプレートは分野別のサブスタブテンプレートやスタブテンプレート（Wikipedia:分野別のスタブテンプレート参照）に変更することが望まれています。 |